# Langnase

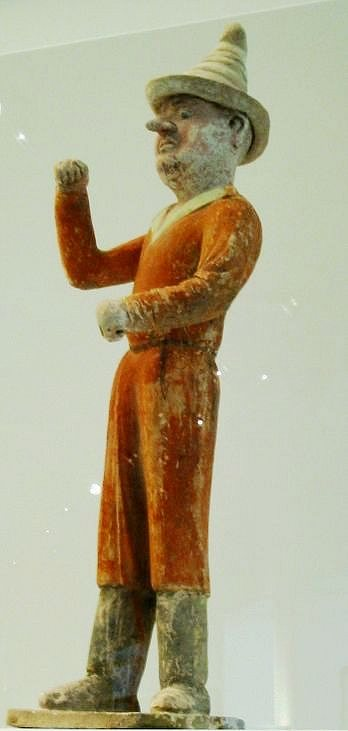
Ein europäischer Händler an der Seidenstraße in den Augen eines chinesischen Künstlers (Tang-Dynastie, 7. Jh.)

Langnase ist die geläufigste deutsche Übersetzung der chinesischen Begriffe Changbizi – 長鼻子 / 长鼻子,  cháng bízi – „lange Nase“, Dabizi – 大鼻子,  dà bízi – „große Nase“ und Gaobizi – 高鼻子,  gāo bízi – „hohe Nase“, allesamt abschätzige Bezeichnungen für Europäer.
Diese Ausdrücke verweisen auf die als fremdartig wahrgenommene Physiognomie europäischstämmiger Menschen (der „Weißen“) und haben eine rassistische Konnotation, stellen also in gewisser Hinsicht das Gegenstück zu der in vielen europäischen Sprachen verbreiteten Schmähung von Ostasiaten als „Schlitzaugen“ dar. Das Stereotyp des Europäers mit der großen Nase ist nicht nur in China, sondern auch in anderen asiatischen Nationen wie Japan und Korea verbreitet. 2014 geriet etwa die japanische Fluggesellschaft All Nippon Airways für einen Werbespot in die Kritik, in dem Europäer in humoriger, aber von vielen Kommentatoren als rassistisch wahrgenommener Manier mit überdimensionierten Nasen dargestellt wurden.
In den kantonesischen Dialekten Südchinas werden „Weiße“ umgangssprachlich oft mit dem ebenso problematischen Begriff „Gweilo“, auch „Gwailo“ (kant. 鬼佬 Pinyin guĭlăo Jyutping gwai2lou2) bzw. dem ebenso rassistischen Ausdruck Baakgwai (kant. 白鬼 Pinyin bái guǐ Jyutping baak6 gwai2), bedacht. Ein anderes Schmähwort für Europäer im Standardchinesischen ist Yangguizi – 洋鬼子 (Pinyin yáng guǐzi, wörtlich „ausländischer Teufel“, „verdammter Ausländer“), historisch ist er vor allem mit dem Boxeraufstand (1900–1901) verknüpft. Als salopp, aber nicht rassistisch gilt der in den 1980er Jahren aufgekommene Ausdruck Laowai – 老外 (Pinyin lǎowài, in etwa „alter Ausländer“).